# Serena Pisano
Serena Pisano es una deportista italiana que compitió en tiro con arco, en la modalidad de arco compuesto. Ganó una medalla de oro en el Campeonato Mundial de Tiro con Arco al Aire Libre de 1997 y una medalla de bronce en el Campeonato Europeo de Tiro con Arco al Aire Libre de 1998.

## Palmarés internacional
| Campeonato Mundial al Aire Libre | Campeonato Mundial al Aire Libre | Campeonato Mundial al Aire Libre | Campeonato Mundial al Aire Libre |
| Año                              | Lugar                            | Medalla                          | Prueba                           |
| -------------------------------- | -------------------------------- | -------------------------------- | -------------------------------- |
| 1997                             | Victoria (Canadá)                | Medalla de oro                   | Equipo                           |
| Campeonato Europeo al Aire Libre |                                  |                                  |                                  |
| Año                              | Lugar                            | Medalla                          | Prueba                           |
| 1998                             | Boé/Agen (Francia)               | Medalla de bronce                | Equipo                           |